# Verein gegen betrügerisches Einschenken
Der Verein gegen betrügerisches Einschenken e. V. (VGBE) in München hat sich zur Aufgabe gemacht, in Wirtshäusern und anderen öffentlichen Einrichtungen, in denen Bier verkauft wird, die Füllmenge durch ehrenamtliche Prüfer zu kontrollieren. Insbesondere bei tönernen Maßkrügen, den Keferlohern, war die Füllhöhe für den Gast nur schwer ersichtlich, was von Gastwirten bisweilen ausgenutzt wurde.

## Geschichte
Der Verein wurde erstmals 1899 unter dem Namen Verband zur Bekämpfung betrügerischen Einschenkens e. V. Sitz München gegründet; während der Zeit des Nationalsozialismus wurde er jedoch verboten. 1970 gründeten Rudi Scheibengraber und Sigi Eder den Verein neu.
Der Verein zählt derzeit fast 4000 Mitglieder, darunter den ehemaligen Oberbürgermeister Münchens Christian Ude und den ehemaligen bayerischen Ministerpräsidenten Edmund Stoiber. Seit 2007 führte Jan-Ulrich Bittlinger als Präsident den Verein. 2018 wurde Bittlinger wegen seiner Verdienste bei der Aufdeckung des organisierten Schankbetrugs auf dem Oktoberfest im Jahr 2003 zum Ehrenpräsidenten ernannt. Der VGBE konnte damals den Festwirten nachweisen, dass sie die offiziellen Schankkontrollen der Landeshauptstadt München durch ein Warnsystem von Schänke zu Schänke umgingen. Die Stadt München reagierte auf die Enthüllungen mit einer drastischen Verschärfung der Toleranzgrenze, der Einführung unangemeldeter Kontrollen und Abmahnungen für Schankkellner.
Im Zentrum der Kontrollen des Vereins stehen neben den Gasthäusern die Biergärten und die großen Münchner Bierfeste: das Starkbierfest am Nockherberg und das Oktoberfest. Der Verein ist über die Stadtgrenzen Münchens hinaus aktiv und führt Kontrollen auch beim Cannstatter Wasen in Stuttgart und beim Kölner Karneval durch.
Zum Oktoberfest 2007 sorgte der VGBE mit der Ankündigung eines Wiesn-Bürgerbegehrens für mehr Tradition und Gemütlichkeit auf dem weltgrößten Volksfest für eine breite Diskussion. Zentrale Forderungen waren zwei zusätzliche Festzelte, ein generelles Reservierungsverbot in den Mittelschiffen der Festzelte und die Festlegung einer Preisobergrenze von sechs Euro pro Maß Bier. Damit soll der Volksfestcharakter des Oktoberfestes gewahrt bleiben und eine Positionierung gegen die Promi-Wiesn erfolgen. 
Anfang September 2012 startete der VGBE ein „Bürgerbegehren für faire Bier- und Getränkepreise auf dem Oktoberfest“. Darin fragt der Verein: „Stimmen Sie dafür, dass auf dem Oktoberfest eine Preishöchstgrenze für Bier, Weißbier und alkoholfreie Getränke von 7,10 Euro je Liter eingeführt wird, die sich jeweils zum 01.09. eines Jahres um 15 Cent erhöht?“

## Messung
Die festgeschriebene Vorgehensweise bei den Kontrollen ist, dem Bierschaum eine Minute Zeit zu lassen, sich zu setzen, anschließend wird der Flüssigkeitsstand des Bieres gemessen.